# 荘厳寺 (土岐市)
荘厳寺（しょうごんじ）は、岐阜県土岐市鶴里町柿野にある曹洞宗の寺院。山号は寶樹山。

## 歴史
天正9年(1581年)、越後春日山 林泉寺の長道大安が来錫し、餅ヶ洞に雲龍山 大安寺を建立した。
土岐市史によれば、
明暦3年(1657年)5月に四世となった快岳中慶は、その後現在地に伽藍を移し、神請山 荘厳寺に改号し、本尊を安置し、十王堂・観音堂・薬師堂・庚申堂・法華供養塔・名号碑・観音堂を建立した。
鶴里町誌によれば、
延宝3年(1673年)、華立に南無大慈悲観音菩薩の碑石を建立するなど寺院整備に尽くしたが、大安寺より移転した本堂や庫裡を後年に焼失してしまった。
延宝5年(1677年)に、白鳥神社の社地の一部の割譲を請い、現在地に伽藍を移し、尾張国春日井郡赤津村にある雲興寺十七世の別岫祖傳を開山に勧請し、神請山 荘厳寺に改号した。本尊を安置し、十王堂と観音堂を白鳥神社の境内に、薬師堂を池之脇に、庚申堂を下町に建立し、法華経を一字一石に記した法華経供養塔を下町墓地内に建設し、川尻の岩に六字名号を刻した。
享保16年(1731年)3月に六世となった牧翁傳中は、庫裏と土蔵を建築したが、同年11月に示寂している。
元文5年(1740年)4月、八世の密峰察穏が本堂を再建した。
天明5年(1785年)2月、林彌次郎が家門繁栄のために大般若経600巻を寄附し、同年3月には犬山藩の三上利助は先祖累代の菩提の為に大梵鐘を寄附した。また同年8月には越前国の永建寺の檀家の高嶋屋久兵衛が本尊の薬師如来と金灯篭1基を寄附し、9月18日に本尊の安座供養・大般若経繙読供養・大梵鐘供養が行われた。
天明6年(1786年)1月、九世の霊凰金翎の代に、林藤右衛門が敷地を寄附し、林藤右衛門と林彌次郎が木材を多数寄附して、庫裡の再建を起工し、名古屋本町の鈴木良水翁が、125両と畳・建具等を寄進し、鈴木良水翁が開基となって木造を安置した。
また同年4月に、山城国石清水八幡宮の築山将監の母の智照尼が、京都の藤山忠円に彫刻させた霊凰金翎の尊像を寄進した。
天明7年(1787年)2月、桁行7間、梁行3間の茅葺の庫裡が落成し、
天明8年(1788年)6月には禅堂を建造し、同年の冬には法地開闢後、初めて江湖会を行った。
寛政元年(1789年)4月、十一世の衝天補道は、下総国にある関三刹の總寧寺へ転住した。
寛政4年(1792年)12月、寺格が上がり、法地となり、霊凰金翎が「法地開山」となった。
寛政5年(1793年)2月、林彌次郎が、大般若経600巻を寄贈し、3月には犬山藩の三上利助が大梵鐘を寄贈し、8月には越前国敦賀郡の永建寺檀徒の髙嶋屋久兵衛が本尊の薬師如来に金燈を寄贈した。
寛政8年(1796年)9月、十二世の教外黙宣は、近江国の長福寺に転住した。
文化5年(1808年)5月、十四世の良道祖玄の代に、尾張との国境にある雨沢集落の檀家の所属について、尾張春日井郡上品野村の祥雲寺との間に争論がおきたが、恵那郡東野村の宗久寺、阿木村の萬嶽寺、尾張国春日井郡大森村の法輪寺、下品野村の久雲寺が中に入って証書を取り交わして解決した。
同年12月17日の巳刻に、禅堂より出火し、伽藍が焼失したが、尊像と什宝等は搬出することができた。林民八の隠宅を仮寓としていたが、妻木村の民家を買い受けて修繕して庫裡とした。
文化10年(1813年)10月、十五世の佛仙玄了の代に伽藍の再興が成った。
文政10年(1827年)4月、十七世の梅峯義宗は、羽前国の向川寺へ転住した。
天保15年(1844年)、十八世の丹岡生嶽も、羽前国の向川寺へ転住した。
嘉永2年(1849年)2月16日、十九世の曹屋義俊の代に阿羅漢・弥勒菩薩像を安置した。
慶応4年/明治元年(1868年)、二十世の禅源道悦は、神仏判然令により、観音堂と十王堂を寺内に移転した。
明治24年(1891年)10月28日に発生した濃尾地震で諸堂が大破した。
明治30年(1897年)、二十一世の大礎彦勇が、位牌堂を建立。明治45年(1912年)、石段と土蔵を建立した。
明治45年(1913年)、石段と土蔵を建立した。
大正3年(1914年)、二十二世の温良彦隆は、横浜市の陽光院へ転住した。
昭和18年(1943年)、太平洋戦争時の金属類回収令により梵鐘を供出した。
昭和26年(1951年)4月、二十四世の楚圭倫正は、供出したため失われていた梵鐘を再鋳した。

## 寺宝
- 曹海禅師の肖像(越後国新発田藩主の溝口出雲守筆)
- 踊布袋の図(狩野探幽筆)
- 達磨の図(狩野探幽筆)
- 息(毛利甲斐守[6]から霊凰金翎和尚に寄贈のもの)
- 阿蘭陀焼鉢(同上)
- 金蒔絵香炉(同上)
- 絨氈2枚(同上)
- 一切経全部

## 境内
本堂・開山堂・禅堂・庫裏・土蔵がある。

## 関連リンク
- 寶樹山 荘厳寺
- 寶樹山 荘厳寺 Face book
- あむりたん荘厳寺　Instagram